# 1924 a tudományban
Az 1924. év a tudományban és a technikában.

## Díjak
- Nobel-díjak
  - Fizikai Nobel-díj: Karl Manne Siegbahn
  - Fiziológiai és orvostudományi Nobel-díj: Willem Einthoven
  - Kémiai Nobel-díj: (nem adták ki)

## Születések
- január 11. – Roger Guillemin megosztott Nobel-díjas francia–amerikai orvos, a neuroendokrinológia egyik alapítója
- március 8. – Georges Charpak lengyelországi születésű Nobel-díjas francia fizikus († 2010)
- augusztus 19. – Willard Boyle kanadai-amerikai fizikus († 2011)
- október 30. – Hubert Curien francia fizikus, a francia és az európai űrkutatás kiemelkedő alakja († 2005)
- november 20. – Benoît Mandelbrot lengyel származású francia-amerikai matematikus, a fraktálok fogalmának felfedezője († 2010)

## Halálozások
- április 24. – Granville Stanley Hall amerikai pedagógus, filozófus, pszichológus. Az amerikai pszichológia történetének meghatározó alakja (* 1844)
- október 1. – John Edward Campbell ír matematikus (* 1862)